# Corydalis cornuta
Corydalis cornuta är en vallmoväxtart som beskrevs av John Forbes Royle. Corydalis cornuta ingår i släktet nunneörter, och familjen vallmoväxter. Inga underarter finns listade i Catalogue of Life.